# Glory to the Brave
Glory to the Brave je debutové album švédské klasické heavymetalové hudební skupiny HammerFall. Vydáno bylo dne 26. června 1997 prostřednictvím vydavatelství Nuclear Blast. Kapela jej v roce 1996 nahrála za necelé dva týdny ve studiu Studio Fredman v Göteborgu za dozoru producenta Fredrika Nordströma a konečný mix zabral pouhé dva dny. Na přebalu alba se objevil maskot skupiny, válečník Hector, na červeno-oranžovém podkladu. Autorem tohoto díla je malíř Andreas Marshall. Autory skladeb byli kytarista a zakladatel kapely Oscar Dronjak, zpěvák Joacim Cans a bubeník Jesper Strömblad. Poslední jmenovaný se ovšem z časových důvodů nemohl na nahrávání alba podílet spolu s ostatními, ti proto oslovili bubeníka Patrika Räflinga. Texty se často zabývají tématy jako jsou; bojování, síla či odvaha válečníků a obecně lidí či naděje v budoucnost heavy metalu. Z bojů se v jedné písní skupina věnuje obléhání Jeruzaléma v roce 1099, přičemž tuto událost vypráví z pohledu Řádu templářů.
Deska měla velký vliv na vývoj heavy metalu, který v té době nebyl příliš populárním; převažoval především styl grunge. Právě debut HammerFall ovšem opět obrátil pozornost fanoušků zpět k heavymetalové hudbě a „znovuzrodil“ tento žánr. Glory to the Brave se umístilo na 38. pozici v německé hitparádě Media Control Charts a 40. skončilo v Rakousku v žebříčku Ö3 Austria Top.

## Před vydáním

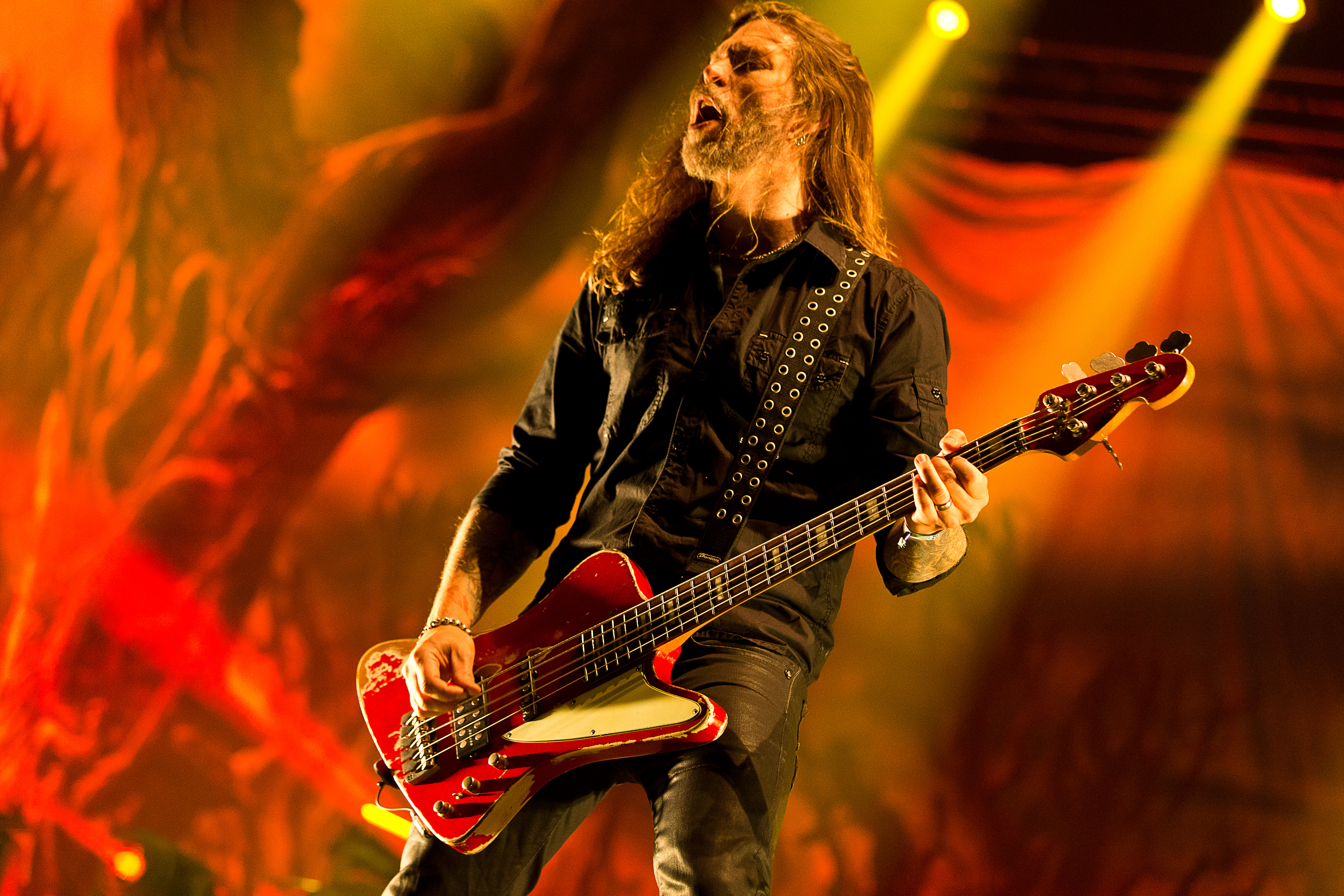
Fredrik Larsson v roce 2015

Hudební skupina HammerFall byla založena v roce 1993 ve švédském městě Göteborg. Původní plán nebyl nijak prorazit do hudebního průmyslu, ale jednalo se spíše o fanouškovský projekt podporovatelů heavy metalu. Ten byl v té době značně na ústupu, převažoval především styl grunge, proto zakládající členové nepočítali s tím, že by jejich muzika „někoho vůbec zajímala“. Jako první měli složené skladby „HammerFall“ a „Steel Meets Steel“, které spolu s některými cover písněmi zahráli v roce 1996 na místní hudební soutěži Rockslaget. Skladatelem písní byl kytarista Oscar Dronjak, za mikrofonem stál zpěvák Mikael Stanne a na basovou kytaru hrál Fredrik Larsson. Skupina se v soutěži dostala až do semifinále, to se ovšem mělo odehrávat v době, kdy byl Stanne na turné se svojí další kapelou Dark Tranquillity. HammerFall proto oslovili Joacima Canse, který se následně stal stálým zpěvákem. Video nahrávku natočenou na této soutěži skupina odeslala do vydavatelství VIC Records. To jí nabídlo smlouvu a poskytlo některé finance na nahrání debutové desky.
Nahrávání Glory to the Brave probíhalo na podzim roku 1996 ve studiu Studio Fredman v Göteborgu pod dohledem producenta Fredrika Nordströma. Toho si HammerFall mohli dovolit díky tomu, že se s ním Dronjak znal; na nahrávání alba totiž neměli moc peněz. Nahrávání nakonec trvalo dva týdny, finální mix zabral jeden víkend. Na desce je v obsazení uveden jako bubeník Jesper Strömblad, ten se ale nahrávání z časových důvodů nezúčastnil, pouze se s Donjakem a Cansen podílel na skládání písní. Bicí party tedy nahrál host Patrik Räfling. Hudebně se skladatelé nechali inspirovat kapelami jako jsou Manowar, Helloween, Accept, Judas Priest či Stormwitch.

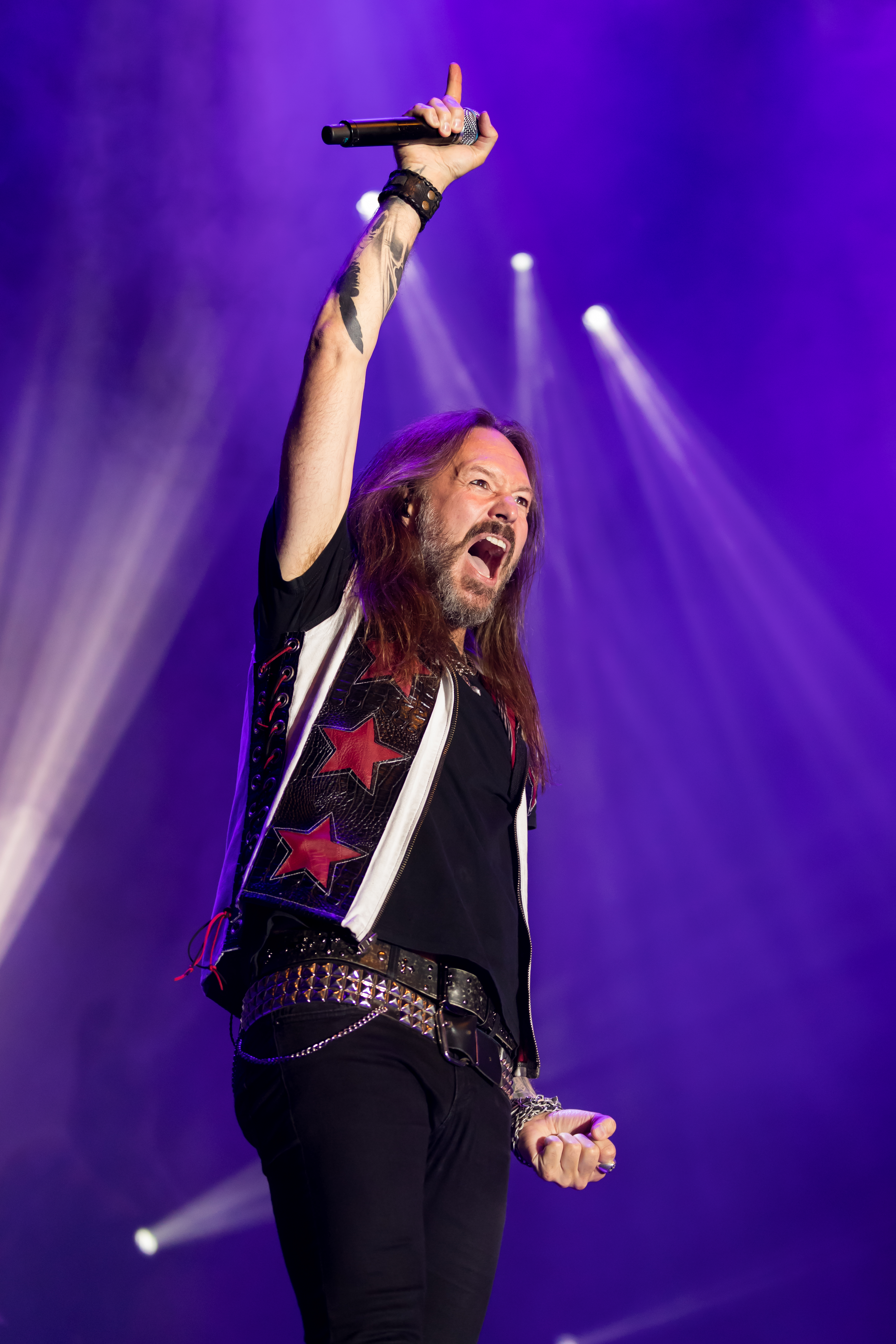
Joacim Cans v roce 2017

HammerFall dokončili své debutové album v listopadu 1996 a začali se poohlížet po větším vydavateli. Deska vydaná pod VIC Records by totiž dle Dronjaka nezaznamenala takový úspěch, jakému se jí později dostalo. S tím jim pomohl Strömblad, jenž v prosinci předal nahrávku německému vydavatelství Nuclear Blast, od kterého v lednu dalšího roku dostali HammerFall fax s nabídkou smlouvy. Před jejím podepsáním ovšem bylo nutné kapelu stabilizovat. Strömblad a kytarista Glenn Ljungström se v té době nemohli věnovat HammerFall naplno, jelikož současně působili také ve skupině In Flames. Zároveň odešel Larsson, který chtěl hrát spíše thrash metal. Jako náhradu tedy Cans s Dronjakem sehnali bubeníka Räflinga, který se již podílel na nahrávání alba, jako druhý kytarista byl přijat Stefan Elmgren a jako baskytarista Magnus Rosén.

## Vydání
Album Glory to the Brave oficiálně vyšlo dne 26. června 1997 prostřednictvím vydavatelství Nuclear Blast. Přebal desky s červeno-oranžovým zabarvením byl nakreslen malířem Andreasem Marshallem, kterého skupině sehnalo vydavatelství. HammerFall na přebal desky chtěli maskota inspirovaného Eddiem, který by ale dle Donjaka „plně reflektoval logo a filozofii kapely“. Vznikl tak válečník Hector, který se později objevoval také na dalších studiových nahrávkách skupiny.
V roce 2003 byla vydána reedice alba obsahující bonusovou píseň „Ravenlord“ (cover skupiny Stormwitch). K výročí dvaceti let od vydání svého debutu HammerFall 1. prosince 2017 vydali výroční edici desky. Ta se skládá ze dvou CD a jednoho DVD. První CD obsahuje klasické album, na druhém jsou živé nahrávky většiny písní z Glory to the Brave nahrané během let 1998–2017. Hlavní obsah DVD vyšel již v roce 1999 na VHS; jedná se o dokument, který zobrazuje první léta skupiny a její vzestup. Tento snímek je doplněn téměř hodinu trvajícími rozhovory, jenž byly natočeny právě pro výroční edici alba. DVD dále obsahuje video záznam z koncertu skupiny na festivalu Dynamo Metal Fest 1998.

## Skladby

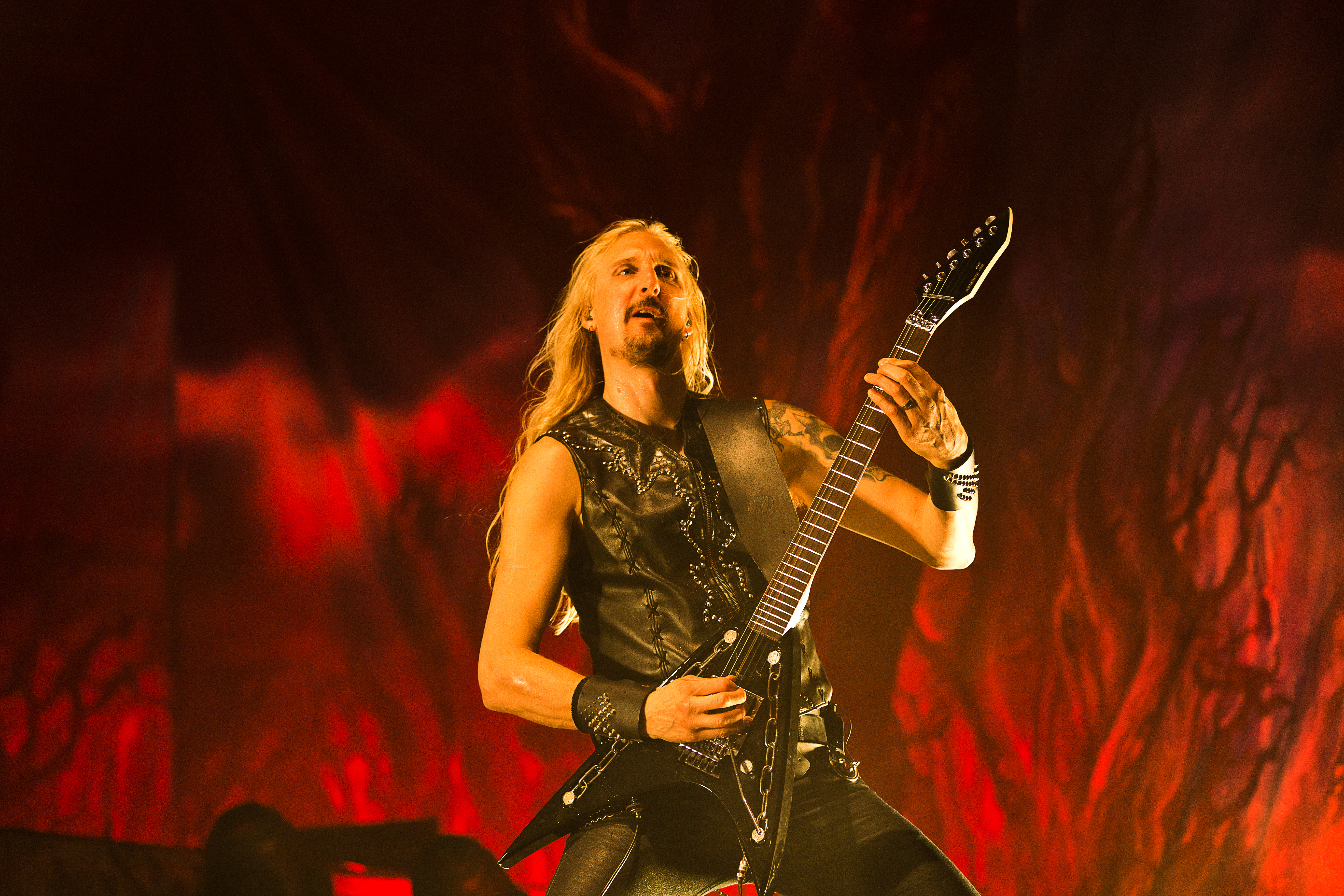
Oscar Dronjak v roce 2015

Album otevírá rychlá a melodická skladba „The Dragon Lies Bleeding“, která dle Davida Havleny, redaktora magazínu Spark, obsahuje „všechny poklady heavy metalu – energii, melodii, sílu, pozitivitu. Následuje píseň s pomalými kytarovými sóly; „The Metal Age“. Další píseň „HammerFall“, ke které skupina natočila videoklip, pokračuje v podobném rychlém tempu a má výrazný chorál v refrénu. Kytarové party jsou zde tvořeny převážně jednoduchými riffy. Texty prvních tří písní pojednávají o bojování, síle válečníků a také o heavy metalu obecně, přičemž se jedná o vyjádření naděje v budoucnost tohoto stylu. Některé z těchto motivů se objevují také v dalších písní. Čtvrtou položku tvoří první pomalá skladba na albu; balada „I Believe“. Ta má akustické intro a textově pojednává o vnitřním boji.
Druhá polovina desky dále pokračuje písní „Child of the Damned“, což je coververze stejnojmenné písně skupiny Warlord. Dalším hitem kapely je skladba „Steel Meets Steel“, která byla vůbec první, již Dronjak pro HammerFall napsal. Podle Dronjaka právě tato píseň definovala styl kapely a její podobu. Text písně se zabývá obléháním Jeruzaléma v roce 1099, tato událost je kapelou vyprávěna z pohledu Řádu templářů. Následující „Stone Cold“ je hudebně inspirovaná „stadionovými riffy“ skupiny Accept. „Stone Cold“ dle Mariuse Mutze, recenzenta na hudebním serveru „metal1.info“, pojednává „o budoucnosti, kdy lidstvo ztratilo kontrolu nad stroji“. V předposlední písni debutové desky kapela opět zrychlí, a to ve skladbě nazvané „Unchained“. Závěr desky ovšem obstará pomalá titulní balada, jejímž výrazným prvkem je pianové preludium. To tvoří základ pro vokální linky Canse, který se často dostává až do falzetové polohy, takže na rozdíl od předchozích skladeb zpívá nad rámec svého hlasového rozsahu. Také k této písni byl natočen videoklip. Havlena poslední skladbu desky interpretuje jako „majestátní poctu všem, co v sobě mají kus odvahy“.

## Kritika a vliv na metalovou scénu
Vydání Glory to the Brave vzbudilo převážně pozitivní a dokonce i nadšené ohlasy v metalové komunitě. Skupině se dařilo také koncertně, hned v roce 1997 vystoupila před 10 000 lidmi na festivalu Wacken Open Air. David Havlena desku v roce 2017 komentoval slovy: „HammerFall nezažehli ztracenou jiskru heavy metalu, oni doslova rozpálili stydnoucí heavymetalový kotel“. Debutové album HammerFall je obecně považováno za desku, která opět obrátila pozornost fanoušků k heavy metalu a tento žánr „znovuzrodila“, v této době byl totiž značně populární styl grunge. To pomohlo některým začínajícím kapelám, mimo jiné například Edguy. Ti sami uznávají, že by se bez HammerFall „celá scéna možná nepohnula“. HammerFall ovšem také měli výhodu v tom, že jejich deska přišla ve správný čas, což uznávají také sami členové skupiny.
Deska se také umístila v některých evropských hitparádách, konkrétně na 38. příčce v německé Media Control Charts a 40. skončila v Rakousku v Ö3 Austria Top. Počet prodaných nosičů alba se za rok 1997 dostal na 100 000 kusů. Na závěr tohoto roku byla skupina nominována ve švédské cenně Grammis v kategorii nejlepší hardrockové album roku.
HammerFall obvykle na koncertech písně z této desky nehrají. Dle Dronjaka kvůli tomu, že alba „na koncertech bylo už dost“ a že se kapela chce soustředit na novější věci. V roce 2017 věnovali během živých vystoupení přibližně 15 minut mixu písní z Glory to the Brave a tím považují tuto kapitolu za uzavřenou.

## Seznam skladeb
| Pořadí         | Název                               | Autor                                        | Délka |
| -------------- | ----------------------------------- | -------------------------------------------- | ----- |
| 1.             | The Dragon Lies Bleeding            | Jesper Strömblad, Joacim Cans, Oscar Dronjak | 4:22  |
| 2.             | The Metal Age                       | Dronjak, Strömblad, Cans                     | 4:28  |
| 3.             | HammerFall                          | Dronjak, Strömblad, Cans                     | 4:47  |
| 4.             | I Believe                           | Cans, Peter Stålfors                         | 4:53  |
| 5.             | Child of the Damned (Warlord cover) | Tsamis, Zonder                               | 3:42  |
| 6.             | Steel Meets Steel                   | Dronjak                                      | 4:02  |
| 7.             | Stone Cold                          | Dronjak, Strömblad, Cans                     | 5:43  |
| 8.             | Unchained                           | Dronjak, Strömblad, Cans                     | 5:38  |
| 9.             | Glory to the Brave                  | Dronjak, Strömblad, Cans                     | 7:20  |
| Celková délka: | Celková délka:                      | Celková délka:                               | 44:58 |

## Sestava
- Joacim Cans – zpěv
- Oscar Dronjak – kytara
- Glenn Ljungström – kytara
- Fredrik Larsson – baskytara
- Patrik Räfling – bicí

Ostatní hudebníci
- Jesper Strömblad – skladatel
- Stefan Elmgren – akustická kytara
- Mats Hansson – kytara
- Fredrik Nordström – piano, klávesy, doprovodný zpěv
- Niklas Isfält – harmonie
- Hans Björk – doprovodný zpěv

Technická podpora
- Fredrik Nordström – produkce
- Göran Finnberg – mastering
- Andreas Marshall – přebal alba
- Per Stålfors – fotograf[6]